# (31616) 1999 GM17
1999 GM17 (asteroide 31616) é um asteroide da cintura principal. Possui uma excentricidade de 0.04463950 e uma inclinação de 10.75156º.
Este asteroide foi descoberto no dia 15 de abril de 1999 por LINEAR em Socorro.